# Дикий осёл
Дикий осёл (лат. Equus africanus) — вид непарнокопытных рода лошадей (Equus) семейства лошадиных (Equidae). Является предком домашнего осла, который рассматривается как самостоятельный вид Equus asinus, либо как подвид Equus africanus asinus.
Около 4,4—4,5 млн лет назад по данным генетиков появилась линия Equus, породившая всех современных лошадей, зебр и ослов.

## Характеристика
В отличие от лошади осёл располагает приспособленными к каменистой и неровной поверхности копытами. Они помогают более безопасно передвигаться, но не годятся для быстрой скачки. Тем не менее, в отдельных случаях осёл может развивать скорость до 70 км/ч. Ослы происходят из стран с засушливым климатом. Их копыта плохо переносят влажный европейский климат и нередко образуют глубоко идущие трещины и дыры, в которых прячутся очаги гниения. Уход за копытами ослов поэтому крайне важен. Правда, подковывают их реже, чем лошадей.
Окраска шерсти у ослов может быть серая, коричневая или чёрная, изредка встречаются белые породы. Живот обычно светлый, то же самое относится к передней части морды и области вокруг глаз. У ослов — жёсткая грива и хвост, оканчивающийся кисточкой. Уши намного длиннее, чем лошадиные. Вдоль спины проходит узкая тёмная полоса. У некоторых подвидов иногда присутствуют ещё полосы — одна на плечах и несколько на ногах.
В зависимости от породы достигают высоты от 90 до 160 см, половую зрелость обретают в возрасте 2—2,5 лет. В принципе, спаривание возможно круглый год, однако происходит, как правило, весной. После длящегося от 12 до 14 месяцев вынашивания рождается один или два детёныша, которые в возрасте от 6 до 9 месяцев становятся самостоятельными.

## Особенности
Кроме внешних отличий от лошадей существуют ещё некоторые особенности, которые не заметны на первый взгляд. Одной из них является разное количество позвонков. Кроме того, у ослов всего лишь 31 пара хромосом, в то время как у лошадей их 32. Температура тела у ослов немного ниже, она составляет в среднем 37 °C, а не 38 °C. Также ослы отличаются более долгим периодом беременности.

## Дикие и одичавшие популяции
Как и в случае с лошадьми, следует различать исконно диких и одичавших ослов. Некогда различные подвиды диких ослов обитали в северной Африке и Передней Азии, однако в результате одомашнивания почти исчезли ещё в эпоху древних римлян. В наше время они сохранились лишь в Эфиопии, Эритрее, Джибути, Сомали и Судане; небольшая популяция сумела прижиться в заповеднике в Израиле. В 1980-х общая численность диких ослов оценивалась в тысячу особей и с тех пор ещё более сократилась. В Сомали дикие ослы в результате гражданской войны и анархии уже вероятно полностью истреблены, в Эфиопии и Судане такая же судьба по всей вероятности ждёт их в ближайшее время. Единственной страной со сравнительно стабильной популяцией диких ослов является Эритрея, где их численность составляет около 400 особей.
В отличие от исконно диких ослов, одичавшие бывшие домашние ослы существуют во многих регионах мира. К их ареалу относятся и те страны, в которых ещё есть дикие ослы, что по опасениям зоологов может привести к тому, что обе группы смешаются и разрушат «генетическую чистоту» дикого осла. Около 1,5 млн одичавших ослов бродят по степям Австралии. На юго-западе США живут примерно 6 тысяч одичавших ослов, называемых burros и находящихся под охраной. Одна из немногих европейских популяций одичавшего осла встречается на Кипре на полуострове Карпас. Они тёмно-бурые или чёрные и заметно крупнее других ослов. Часто у них наблюдаются зеброобразные полосы на ногах.